# Hydrocleys parviflora
Hydrocleys parviflora es una especie  de planta acuática de la familia Alismataceae. Se encuentra en Centroamérica.

## Descripción
Es una planta herbácea que alcanza hasta 120 cm de largo. Tiene las hojas flotantes; y pecíolos de hasta 115 cm de largo y 0.9–1.3 mm de ancho, con base envainadora de hasta 13 cm de largo; las láminas son ovadas a ampliamente elípticas, de 2.5–11.5 cm de largo y 1.1–6 cm de ancho, el ápice redondeado a redondeado-agudo, la base redondeada a escasamente cordada, con 5–7 nervios.
Las inflorescencias con 2–11 flores, sin proliferaciones; con pedúnculos de hasta 115 cm de largo y 1.5–2 mm de diámetro; brácteas lanceoladas,  el ápice agudo; flores de hasta 1.4 cm de ancho; sépalos 9–21 mm de largo y 2.5–7 mm de ancho, con el ápice obtuso a casi agudo y el nervio principal evidente; pétalos erectos, más cortos que los sépalos, 5–10 mm de largo y hasta 5 mm de ancho, amarillo pálidos a blancos; estambres 6–7, dispuestos en 1 serie. Frutos de 8–10 mm de largo y 2.5–3 mm de diámetro.

## Distribución y hábitat
Es una especie rara que se encuentra en aguas poco profundas, desde Guatemala a Bolivia y Brasil. Esta especie es raramente colectada; las flores se producen justamente en la superficie del agua y los sépalos erectos se abren escasamente, lo cual da a las plantas apariencia de esterilidad.

## Taxonomía
Hydrocleys parviflora fue descrita por  Moritz August Seubert, y publicado en Flora Brasiliensis 3(1): 117. 1847.
Sinonimia
- Hydrocleys grosourdyana Pedersen
- Hydrocleys oblongifolia Hoehne
- Hydrocleys standleyi Steyerm.
- Limnocharis parviflora (Seub.) Micheli[2]